# Дејан Георгијевић
Дејан Георгијевић (Београд, 19. јануар 1994) српски је фудбалер.

## Каријера
Георгијевић је одрастао у Инђији где је и почео да тренира у локалној школи фудбала. Каријеру је затим наставио у млађим категоријама Земуна. За први тим Земуна је дебитовао у сезони 2009/10, одигравши један меч у Првој лиги Србије. У сезони 2010/11. одиграо је још пет утакмица за Земун у истом рангу такмичења. Након тога се 2011. године прикључио екипи Партизана. Тадашњи тренер Александар Станојевић му је пружио прилику у пријатељским утакмицама али Георгијевић као млад фудбалер ипак није успео да се избори за место у првом тиму црно-белих. Наредне две и по сезоне је играо за Телеоптик у Првој лиги Србије.
Лета 2014. године прелази у Спартак из Суботице, у чијем дресу је и дебитовао у Суперлиги Србије. У сезони 2014/15. је одиграо 14 првенствених утакмица на којима је постигао три гола. Почео је и сезону 2015/16. као играч Спартака али је након одиграна два меча у Суперлиги прешао у Инђију за коју је на 27 утакмица Прве лиге Србије у сезони 2015/16. постигао 14 голова. У лето 2016. године враћа се у суперлигашки фудбал и потписује за Вождовац. У сезони 2016/17. је на 25 првенствених утакмица постигао три гола. У првом делу сезоне 2017/18. је на 16 првенствених утакмица постигао девет голова.
Крајем јануара 2018. године је потписао троипогодишњи уговор са мађарским Ференцварошем. За овај клуб је у другом делу сезоне 2017/18. одиграо седам првенствених утакмица и постигао један гол. У првом делу сезоне 2018/19. није одиграо ниједан меч за Ференцварош, да би у јануару 2019. године дошао на једногодишњу позајмицу у Партизан. Током другог дела сезоне 2018/19. је наступио на пет утакмица за Партизан (три у првенству и две у купу) али је на терену укупно провео само 43 минута. На крају сезоне је напустио Партизан. Почетком јула 2019. одлази на нову позајмицу, овога пута у Иртиш из Павлодара. По завршетку сезоне у Казахстану се вратио у Ференцварош, али у наредних годину дана није био у конкуренцији за први тим.
У фебруару 2021. је као слободан играч потписао уговор са Вележом из Мостара. У сезони 2021/22. наступао је за Домжале у словеначкој Првој лиги. Након тога је био у Танзанији где је био играч Симбе. Током другог дела такмичарске 2022/23. наступао је за Посушје у босанскохерцеговачкој Премијер лиги. Почетком августа 2023. потписао је за ОФК Београд.

## Трофеји

### Партизан
- Куп Србије (1) : 2018/19.